# Parafodina conjugens
Parafodina conjugens är en fjärilsart som beskrevs av Walker 1858. Parafodina conjugens ingår i släktet Parafodina och familjen nattflyn. Inga underarter finns listade i Catalogue of Life.